# 天川恵三郎
天川 恵三郎（あまかわ けいさぶろう、1864年〈元治元年〉 - 1934年〈昭和9年〉4月5日）は、アイヌの民族活動家。旭川の近文で、第7師団の移転に伴うアイヌの土地の詐取的な取り上げに対する返還要求運動に関わり注目され、金田一京助らから「アイヌの佐倉惣五郎」と呼ばれる。アイヌ名はイサラ。

## 生涯

### 量徳小学校時代から浜益村への移住まで
現在の北海道小樽市の領域にあたるオタルナイにて生まれ、1873年（明治6年）、量徳小学校に第1期生として入学する。勉学に秀でていた天川は、小学校を視察した大隈重信、西郷従道、白仁武らの目に留まる。特に大隈は、「成長して東京へ出たら必ず寄れ」と言うほどであった。のち石狩支庁の浜益村に移住し、農業を営んだ。

### 第一次近文アイヌ給与地問題発生
旭川の近文には、アイヌへの給与地が存在した。しかし、旭川第7師団が設置され、旭川の発展に伴い、その中間に位置した給与地のアイヌ集落が問題視されるようになる。また、旭川第7師団の兵舎の建設を引き受けたことで旭川に縁を持ち、近文を見てその土地を手に入れようとした人物が大倉喜八郎であった。1899年（明治32年）12月16日、近文のアイヌ給与地の近隣に住む小作人・三浦市太郎が、近文の首長である川村モノクテらを呼び出す。三浦が言うには、「お上は天塩の土地を、近文にある給与地とは別に、アイヌに給与する」、「東京からトノ（役人、ここでは大倉喜八郎らを指す）が来ている、なのですぐに願書に押印して提出するがよい」、そう勧められた川村らは、アイヌの各家庭を回り願書に判を押させる。しかし、近文のアイヌは願書に記載されている文章を読めなかった。この願書は実際には、近文の給与地と天塩の原野を交換するという内容の物であった。1900年（明治33年）、騙されていた事に気づいたアイヌは、自ら手助けを申し出た朝山益雄弁護士を代理とし、三浦を私印盗用・私書偽造で訴えた。3月13日、首長川村らに対し、札幌の地方検事局へ出頭せよとの通達が下る。しかし、彼らは日本語を理解できなかった。そこで、浜益でアイヌの代弁者として名が通っていた天川に協力を求める事になる。

### 札幌の裁判所へ
天川は、病に伏す妻、幼い子供たちを家に残し札幌へ向かう。札幌の宿で首長らと面会した天川は、給与地問題の経緯について説明を受ける。翌日、天川は通訳として彼らとともに裁判所へ出頭した。天川らは検事から、アイヌへ拠出される予定の、「多額の移転料」について話を聞くことになった。「多額の移転料」とは総額六千八百円、内二千四百円は三浦市太郎の物になり、残りをアイヌで分けるという。アイヌの戸数は四十六のため、一戸あたり百円未満となり、それに加え鉄砲が与えられる、という内容だった。宿に帰った天川のもとに家からの電報が届き、妻の危篤を知らせるものだった。首長らは帰宅を勧めるが、「病人は医者に任せてこちらを頼む」とその他大勢の者から説得され、やむなくその場にとどまった。3月15日、裁判所に出頭し同じようなやり取りが繰り返された後、宿へ戻ると妻の死を知らせる電報が届く。最終的には、告訴は不起訴になった。北海道長官へ三浦の詐欺を訴えるべく札幌に二十日間とどまるが、門前払いの扱いであった。天川らは、東京の高官へ直訴する決意を固める。

### 一度目の上京と第一次近文アイヌ給与地問題の終結
旭川から有志の青柳鶴治、板倉才助、アイヌからは川上コヌサが同行し、天川は東京へ向かう。東京では、複数の新聞社を訪問し運動について語るが記事にはならなかった。そんな中、彼らの宿に大石正巳が現れ、天川のみを大隈重信伯爵のもとへ連れて行った。「旭川の給与地がどうなったか」と尋ねる大隈に対し、今までの経緯を説明すると、大隈は憤慨し、天川に宿で待つよう指示した。三日後の5月4日、内務省から呼び出された天川ら四名は、同じく召喚された園田安賢北海道長官と相対する。その場には、当時内務大臣であった西郷従道、北海道課長の白仁武が同席した。事の次第を暴露した天川らに対し、園田は「給与地を大倉組に下付した指令を取り消す。しかし土人保護法では、アイヌに開墾を義務付けている。開墾しないのであれば法に従い土地を没収する。開墾できるか。」と問うたので、天川は「必ず開墾する」と回答。これにより実質的に近文アイヌが勝利をおさめ、第一次近文アイヌ給与地問題は終結した。

### 二度目の上京
二千円の借金を元手に、近文アイヌは四十五万坪の土地を開墾し終えた。約束を果たした天川らは、道庁へ給与地の下付を求めに札幌へ足を運ぶが、門前払いされる。1902年（明治35年）、北海道土人教育会（二条基弘会頭）で「天川恵三郎が近文アイヌの名義で二千円の借金をして私用した、処分する。」という話があった、との新聞報道を目にした天川は、たまらず二度目の上京をした。二条のもとへ抗議に赴いた天川は、北海道土人教育会の臨時会への出席を認められる。臨時会にて、新聞報道は偽りであることを説明し、給与地の下付を求める天川の訴えが認められ、天川は満足して浜益村へ帰郷した。

### 収監・釈放
1904年（明治37年）9月、深川のアイヌ・栗山国四郎により、天川は告訴された。告訴状によると、「天川は二千円を借り受けたが、それを全て私用した。近文アイヌによる開墾と借金とは無関係であり、私印盗用・官文書偽造である。」というものであった。未決監へ収監された天川であったが、1905年（明治38年）5月、予審免訴となり、釈放された。

### 旭川町長を告訴
自身への疑いが晴れた天川は、近文アイヌは旭川町長・奥田千春にその土地を奪われたとの情報を目にする。報復として栗山の告訴を検討し、それを弁護士に相談する。しかし弁護士からは、それよりも旭川町長を訴え、アイヌの土地を取り返すべきだと諭される。近文の川村モノクテ首長らと面会した天川は、この一件は旭川町長と栗山国四郎、仲間であったはずの川上コヌサらの結託による謀略と判断。1905年（明治38年）6月、天川は川村首長を代理し、旭川区裁判所へ奥田千春に対する訴訟を起こす。その結果、町長の側から、旭川町がアイヌ給与地を保護することにしてはどうかとの提案があり、天川はそれを受け入れ、示談が成立した。

### その後
1905年（明治38年）の秋、天川は樺太へ居を移した。五年間樺太に滞在した後、浜益へ帰郷。1915年（大正4年）11月には、熊害を引き起こした羆の駆除に一役買い、写真が残されている。昭和に入ると、金田一京助のもとを訪ね、給与地問題の経緯について語った。1933年（昭和8年）1月23日には、「天川恵三郎手記」を記し、自ら給与地問題を記録している。1934年（昭和9年）4月5日死去。

## 著作
- 天川恵三郎『天川恵三郎手記』1933年。『天川恵三郎手記』：新字旧仮名 - 青空文庫。